# Avinguda de la Granvia de l'Hospitalet
L'Avinguda de la Granvia de l'Hospitalet, coneguda simplement com a Gran Via, és una via urbana de l'Hospitalet de Llobregat, continuació de la Gran Via de les Corts Catalanes de Barcelona més enllà de la plaça d'Ildefons Cerdà, per la que discorre l'autovia C-31.
Una part és soterrada i a sobre s'hi va construir la Plaça d'Europa. Als voltants de l'avinguda, a la banda de mar, hi ha el recinte Gran Via de la Fira de Barcelona, i a la de muntanya, la Ciutat de la Justícia. Dona nom al CBD de la ciutat, Granvia L'H.